# South Blooming Grove
South Blooming Grove est un village du comté d'Orange, dans l'État de New York, aux États-Unis,. En 2010, il comptait une population de 3 234 habitants.

## Démographie
Lors du recensement de 2010, le village comptait une population de 3 234 habitants, tandis qu'elle est estimée en 2019 à 3 155 habitants.